# Liste des chaînes de télévision à Madagascar
Une seule chaine de télévision couvre la totalité de l'île de Madagascar, la chaîne nationale Televiziona Malagasy (TVM).
Toutefois plusieurs chaînes de télévision privées émettent dans des localités bien définies.
Le pays est aussi couvert par trois bouquets satellites (Canal+, Parabole Madagascar et DSTV) et deux opérateurs œuvrant dans la télévision numérique terrestre (Blueline TV et Startimes).

## Les chaînes de la TNT

### Blueline Madagascar (2013-2024)
Filiale de Gulfsat Madagascar, Blueline Madagascar est opérateur privé, fournisseur de solution des connectivités destinées aussi bien aux particuliers qu’aux grandes entreprises. Blueline Madagascar commercialise également des bouquets TV, de l'Internet, la téléphonie mobile, des réseaux privés et des liaisons Internationales.
Le 15 août 2024, Blueline cesse les opérations de Blueline TV au profit d'Izy TV, son offre IPTV lancée quatre ans plus tôt.

#### Chaînes nationales et internationales
| Canal | Chaîne                   | Logo  | Type                                 | Accès   | Groupe                                             | Lancement       | Multiplex    | Format     |
| ----- | ------------------------ | ----- | ------------------------------------ | ------- | -------------------------------------------------- | --------------- | ------------ | ---------- |
| 1     | Blueline TV              |       | Documentaires Musique                | Gratuit | Gulfsat Madagascar                                 |                 |              |            |
| 2     | TVM                      |       | Généraliste publique                 | Gratuit | TVM/RNM                                            |                 |              |            |
| 3     | RTA                      |       | Généraliste privée                   | Gratuit | RTA                                                |                 |              |            |
| 4     | Record                   |       | Généraliste privée                   | Gratuit | RecordTV                                           |                 |              |            |
| 5     | Viva                     |       | Généraliste privée                   | Gratuit | Injet - Domapub - Viva                             |                 |              |            |
| 6     | i-BC                     |       | Généraliste privée                   | Gratuit | Canal 7 Vidéo                                      |                 |              |            |
| 7     | Dream'in                 |       | Généraliste privée                   | Gratuit | Canal 7 Vidéo                                      |                 |              |            |
| 8     | Streaming                |       | Streaming                            | Gratuit | Gulfsat Madagascar                                 |                 |              |            |
| 9     | Kolo TV                  |       | Généraliste privée                   | Gratuit | SMPC                                               | 2013            |              |            |
| 10    | TV5 Monde                |       | Généraliste internationale étrangère | Gratuit | TV5 Monde                                          |                 |              |            |
| 11    | TF1                      |       | Généraliste étrangère                | Payant  | Groupe TF1                                         | 31 mars 2005    | R6 - SMR6    | 1080i (HD) |
| 12    | France 2                 |       | Généraliste étrangère                | Payant  | France Télévisions                                 | 31 mars 2005    | R1 - SGR1    | 1080i (HD) |
| 13    | France 3                 |       | Généraliste étrangère                | Payant  | France Télévisions                                 | 31 mars 2005    | R1 - SGR1    | 1080i (HD) |
| 15    | France 5                 |       | Généraliste étrangère                | Payant  | France Télévisions                                 | 31 mars 2005    | R4 - Multi 4 | 1080i (HD) |
| 16    | M6                       |       | Généraliste étrangère                | Payant  | Groupe M6                                          | 31 mars 2005    | R4 - Multi 4 | 1080i (HD) |
| 17    | Antenne Réunion          |       | Généraliste étrangère                | Payant  |                                                    |                 |              | 1080i (HD) |
| 19    | W9                       |       | Généraliste étrangère                | Payant  | Groupe M6                                          |                 | R6 - SMR6    | 1080i (HD) |
| 20    | France 24                |       | Information en continu               | Payant  | France Médias Monde                                |                 | R6 - SMR6    | 1080i (HD) |
| 21    | France 24 English        | 60x60 | Information en continu               | Payant  | France Médias Monde                                |                 | R6 - SMR6    | 1080i (HD) |
| 22    | LCI                      |       | Information en continu               | Payant  | Groupe TF1                                         |                 | R6 - SMR6    | 1080i (HD) |
| 24    | Africanews               |       | Information en continu               | Payant  |                                                    |                 | R6 - SMR6    | 1080i (HD) |
| 23    | BFM TV                   |       | Information en continu               | Payant  | NextRadioTV                                        |                 | R6 - SMR6    | 1080i (HD) |
| 25    | CNN                      |       | Information en continu               | Payant  | WarnerMedia                                        |                 | R6 - SMR6    | 1080i (HD) |
| 29    | Al Jazeera               |       | Information en continu               | Payant  | Al Jazeera Media Network                           |                 | R6 - SMR6    | 1080i (HD) |
| 30    | Gulli                    |       | Jeunesse                             | Payant  | Groupe M6                                          | Jeunesse        | R6 - SMR6    | 1080i (HD) |
| 31    | Cartoon Network          |       | Jeunesse                             | Payant  | WarnerMedia                                        |                 | R6 - SMR6    | 1080i (HD) |
| 32    | TiJi                     |       | Jeunesse                             | Payant  | Groupe M6                                          |                 | R6 - SMR6    | 1080i (HD) |
| 33    | Canal J                  |       | Jeunesse                             | Payant  | Groupe M6                                          |                 | R6 - SMR6    | 1080i (HD) |
| 34    | Cartoonito               |       | Jeunesse                             | Payant  | Mediaset, WarnerMedia                              | mars 2023       | R6 - SMR6    | 1080i (HD) |
| 35    | Boomerang                |       | Jeunesse                             | Payant  | WarnerMedia                                        |                 | R6 - SMR6    | 1080i (HD) |
| 36    | Toonami                  |       | Jeunesse                             | Payant  | WarnerMedia                                        |                 | R6 - SMR6    | 1080i (HD) |
| 37    | TiVi5 Monde              |       | Jeunesse                             | Payant  |                                                    |                 | R6 - SMR6    | 1080i (HD) |
| 38    | Mangas                   |       | Jeunesse                             | Payant  |                                                    |                 | R6 - SMR6    | 1080i (HD) |
| 39    | English Club TV          |       | Apprentissage                        | Payant  |                                                    |                 | R6 - SMR6    | 1080i (HD) |
| 41    | ES1                      |       | Sport électronique                   | Payant  |                                                    |                 | R6 - SMR6    | 1080i (HD) |
| 42    | Nina Novelas             |       | Séries                               | Payant  |                                                    |                 | R6 - SMR6    | 1080i (HD) |
| 43    | AB3                      |       | Généraliste privée                   | Payant  |                                                    |                 | R6 - SMR6    | 1080i (HD) |
| 44    |                          |       |                                      | Payant  |                                                    |                 | R6 - SMR6    | 1080i (HD) |
| 45    |                          |       |                                      | Payant  |                                                    |                 | R6 - SMR6    | 1080i (HD) |
| 46    | TFX                      |       | Généraliste privée                   | Payant  | Groupe TF1                                         | 30 janvier 2018 | R6 - SMR6    | 1080i (HD) |
| 47    | Séries                   |       | Séries                               | Payant  |                                                    |                 | R6 - SMR6    | 1080i (HD) |
| 48    | Passions TV              |       | Séries                               | Payant  |                                                    |                 | R6 - SMR6    | 1080i (HD) |
| 49    | RTL9                     |       | Généraliste privée                   | Payant  |                                                    |                 | R6 - SMR6    | 1080i (HD) |
| 50    | MCM                      |       | Musique                              | Payant  |                                                    |                 | R6 - SMR6    | 1080i (HD) |
| 51    | MCM Top                  |       | Musique                              | Payant  |                                                    |                 | R6 - SMR6    | 1080i (HD) |
| 53    | RFM TV                   |       | Musique                              | Payant  |                                                    |                 | R6 - SMR6    | 1080i (HD) |
| 59    | Mezzo                    |       | Musique                              | Payant  |                                                    |                 | R6 - SMR6    | 1080i (HD) |
| 61    | BeIn Sports 1            |       | Sport                                | Payant  |                                                    |                 | R6 - SMR6    | 1080i (HD) |
| 62    | BeIn Sports 2            |       | Sport                                | Payant  |                                                    |                 | R6 - SMR6    | 1080i (HD) |
| 63    | BeIn Sports 3            |       | Sport                                | Payant  |                                                    |                 | R6 - SMR6    | 1080i (HD) |
| 64    | ESPN                     |       | Sport                                | Payant  |                                                    |                 | R6 - SMR6    | 1080i (HD) |
| 65    | Automoto La chaîne       |       | Sport                                | Payant  |                                                    |                 | R6 - SMR6    | 1080i (HD) |
| 68    | Trek                     |       | Sport                                | Payant  |                                                    |                 | R6 - SMR6    | 1080i (HD) |
| 70    | Histoire TV              |       | Documentaire                         | Payant  |                                                    |                 | R6 - SMR6    | 1080i (HD) |
| 71    | Voyage                   |       | Documentaire                         | Payant  |                                                    |                 | R6 - SMR6    | 1080i (HD) |
| 72    | Science & Vie TV         |       | Documentaire                         | Payant  |                                                    |                 | R6 - SMR6    | 1080i (HD) |
| 73    | Ushuaïa TV               |       | Documentaire                         | Payant  |                                                    |                 | R6 - SMR6    | 1080i (HD) |
| 74    | Animaux                  |       | Documentaire                         | Payant  |                                                    |                 | R6 - SMR6    | 1080i (HD) |
| 75    | TV5 Style                |       |                                      | Payant  |                                                    | 31 mars 2005    | R6 - SMR6    | 1080i (HD) |
| 76    | Arte                     |       | Généraliste bi-nationale publique    | Payant  |                                                    |                 | R6 - SMR6    | 1080i (HD) |
| 77    | KTO                      |       | Religieuse                           | Payant  |                                                    |                 |              |            |
| 78    | National Geographic      |       | Documentaire                         | Payant  | National Geographic Society, Disney Media Networks |                 |              |            |
| 79    | National Geographic Wild |       | Documentaire                         | Payant  | National Geographic Society, Disney Media Networks |                 |              |            |
| 80    | TMC                      |       | Généraliste privée                   | Payant  | Groupe TF1                                         |                 |              |            |
| 82    | Crime District           |       | Enquêtes                             | Payant  |                                                    |                 |              |            |
| 83    | Action                   |       | Films                                | Payant  |                                                    |                 |              |            |
| 85    | CTV                      |       | Films                                | Payant  |                                                    |                 |              |            |
| 86    | CTV 2                    |       | Films                                | Payant  |                                                    |                 |              |            |
| 90    | Fashion TV               |       | Mode                                 | Payant  |                                                    |                 |              |            |
| 901   | Dorcel TV                |       | Adulte                               | Payant  |                                                    |                 |              |            |

## Les chaines régionales

### Province d'Antananarivo
Antananarivo :
- TV plus Madagascar (mg)[2] : CH 31 / 34 UHF (551,25 / 575,25 MHz)
- Dream'in TV[3] : CH 39 / 26 UHF (615,25 / 511,25 MHz)
- VIVA TV : CH 57 UHF / 53 UHF (759,25 / 727,25 MHz)
- Télévision Malagasy (TVM) : 49 UHF (695,25 MHz) / CH 5 VHF (183,25 MHz)
- KOLO TV[4] : CH 28 UHF (527.25 MHz)
- I - Broadcasting Company (I-BC) : CH 29 UHF (535,25 MHz)
- Madagascar Television (MATV)[5] : CH 23 / 25 UHF (487,25 / 503,25 MHz)
- Télévision Record : CH 35 UHF (583,25 MHz)
- Radio Télévision Analamanga (mg) (RTA) : CH 33 UHF (567,25 MHz)
- Teen & Nature Television (TN'TV) : CH 21 UHF (471,25 MHz)
- AMITIE TV : CH 40 UHF (623,25 MHz)
- AZ Télévision : CH 52 UHF (719,25 MHz)
- MBS TV : CH 41 UHF (631,25 MHz) / CH 45 UHF (663.25 MHz)
- ON AIR TV : CH 46 UHF (671,25 MHz)
- CBN : CH 47 UHF (679,25 Mhz)
- LA 7 : CH 43 UHF (647,25MHz)
- TV HFF : CH 44 UHF (655,25 MHz)
- CH 50 UHF (703,25 MHz)
- CH 30 UHF (543,25 MHz)

Antsirabe :
- TVM
- RTA Antsirabe : CH 32 UHF (559,25 MHz)
- Dream'in TV
- TV Plus Madagascar

### Province d'Antsiranana
Antsiranana :
- TVM - Varatraza
- DS TV
- Télévision JUPITER Diego Suarez :  CH 48 UHF stéréo
- VIVA Madagascar

Sambava :
- TVM
- Tele Z
- Dream'in Tv

Andapa :
- TVM

Antalaha :
- TVM
- Radio et Télévision à Antalaha (RNA) : CH 21 UHF stéréo

### Province de Fianarantsoa
Fianarantsoa :
- TVM
- TV Gideona (anciennement nommé Canal F+)

- SOAFIA TV
- VIVA Fianarantsoa
- TNTV Fianarantsoa
- Dream'in
- Page KOLO TV/FM Fianarantsoa
- ᐅ KOLO TV/FM Fianarantsoa
- TV Plus Fianarantsoa

Mananjary :
- TVM
- TV Plus Mananjary

Manakara :
- TVM
- RTR : Rado Télé Ravinala

Farafangana :
- TVM

### Province de Majunga
Mahajanga :
- TVM : CH 21 UHF
- RTA Mahajanga : CH 30 UHF (543,25 MHz)
- M3 TV : CH 55 UHF (743,25 MHz)
- VIVA mahajanga : CH 57 UHF (759,25 MHz)
- Dream'in TV
- RTN (Radio Télé Nakay)

Antsohihy :
- TVM
- KOLO TV/FM Mahajanga

### Province de Tamatave
Toamasina :
- TVM : CH 5 VHF (183,25 MHz)
- RTA Toamasina : CH 30 UHF (543,25 MHz)
- Feo Mazava Atsinanana (FMA) : CH 28 UHF (527,25 MHz)
- VIVA Toamasina : CH 57 UHF (759,25 MHz)
- Dream'in TV
- TV Plus Madagascar
- SISSEIL TV
- I-BC tv
- KOLO TV
- RTCM (Radio Télévision Catholique Masova)

Ambatondrazaka :
- TVM

### Province de Toliara
Toliara :
- TVM
- TV Soleil
- TV le buffet
- TV Plus Toliara
- VIVA Madagascar
- RADIO TELEVISION SITENY
- KOLO TV/FM Toliara

Morondava :
- TVM
- TV Soa Menabe
- KOLO TV/FM Fianarantsoa

Tôlanaro :
- TVM

## Réseaux de chaîne de radiodiffusion
Il existe une centaine de stations radio dans l'île. Cinq grands réseaux de radiodiffusion sont présents dans la plupart des grandes villes de Madagascar.
- Radio Madagasikara (mg)  Radio nationale malgache
- Radio Don Bosco (mg) : réseau des radios catholiques malgaches
- Réseau RTA
- RFI : Radio France internationale
- Dago Radio Sound[6]